# Ndocktiba
Ndocktiba ou Ndoktiba est un village du département du Nkam au Cameroun. Situé dans l'arrondissement de Nkondjock, il est localisé à 19 km de Nkondjock, sur la route qui lie Yabassi à Nkondjock et à Bafang. 

## Population et environnement
En 1967, le village de Ndocktiba  avait 127 habitants. La population est essentiellement composée des Bandem. La population de Ndocktiba était de 344 habitants dont 188 hommes et 156 femmes, lors du recensement de 2005.